# Ilipula anguicula
Ilipula anguicula är en spindelart som beskrevs av Simon 1903. Ilipula anguicula ingår i släktet Ilipula och familjen vårdnätsspindlar.
Artens utbredningsområde är Vietnam. Inga underarter finns listade i Catalogue of Life.